# 新千歳空港インターチェンジ
新千歳空港インターチェンジ（しんちとせくうこうインターチェンジ 英語名：New Chitose Airport）は、北海道千歳市泉沢にある道央自動車道のインターチェンジ（地域活性化インターチェンジ）である。
苫小牧市との境界付近に位置している。

## 歴史
新千歳空港と高速道路を結ぶ新たなネットワーク形成を目的に平成13年度から追加ICの調査を始めた。これは、新千歳空港の利便性向上や既存の千歳ICが市街地を経由するため、空港利用者の定時性向上を計ることが主な理由であった。
2007年（平成19年）、高橋はるみ知事が千歳臨空工業団地に近い千歳市泉沢地区にインターチェンジを設置する方針を発表。
2009年（平成21年）6月30日、国土交通省から連結許可が下りる。
地域活性化インターチェンジ制度を活用し、総工費36億円のうち北海道が26億円、事業者の東日本高速道路（NEXCO東日本）が10億円を負担した。
札幌方面から新千歳空港へアクセスする場合、千歳ICを利用するルートより道のりが3.5kmほど長くなるが、所要時間は4分短縮するとされている。

### 年表
- 2010年（平成22年）6月： 着工。
- 2013年（平成25年）8月3日：当ICの供用開始[6][7]。
- 2018年（平成30年）12月 : IC番号を「5-1」から「23」に変更[注 2]。

## 周辺
- 新千歳空港
  - 新千歳空港駅（JR北海道・千歳線・支線）
- 航空自衛隊千歳基地
  - 第一管区海上保安本部千歳航空基地
- 千歳市工業団地[10]
  - 新千歳空港ロジスティクスセンター
  - 千歳臨空工業団地
  - 千歳サイエンスパーク
  - 千歳美々ワールド
  - 千歳オフィス・アルカディア
  - 千歳流通業務団地
- 北海道オフロードパーク[11]
- 桂ゴルフ倶楽部
- 植苗カントリークラブ
- 千歳空港カントリークラブ
- 北海道ブルックスカントリークラブ
- ノーザンホースパーク

## 接続する道路
- 直接接続
  - 北海道道1175号新千歳空港インター線

- 間接接続
  - 北海道道1091号泉沢新千歳空港線
  - 北海道道130号新千歳空港線

## 料金所
- ブース数：4

### 入口
- ブース数：2
  - ETC専用：1
  - ETC/一般：1

### 出口
- ブース数：2
  - ETC専用：1
  - ETC/一般：1

## 隣
E5 道央自動車道
(22)苫小牧東IC - 美沢PA - (23)新千歳空港IC - (24)千歳IC